# ملن دو سن-ژله
ملن دو سن-ژُله (به فرانسوی: Mellin de Saint-Gelais) شاعر، آهنگساز و مترجم قرن پانزدهم میلادی اهل فرانسه است.